# Farma (Hrvatska)
Farma je hrvatski reality show u kojemu se natjecatelji isključuju iz vanjskog svijeta i određeno vrijeme žive na farmi s ciljem da prebrode zadane izazove i osvoje titulu pobjednika te novčanu nagradu. Emisija je temeljena na švedskom formatu The Farm.
Farma je premijerno prikazana 9. ožujka 2008. na Novoj TV, na kojoj se do 2020. godine prikazalo osam sezona. Od svibnja 2025. godine, show se prikazuje na RTL-u i na platformi Voyo. 

## Format
Grupa natjecatelja smještena je na ruralnu farmu gdje moraju živjeti u izolaciji. Natjecatelji jedan po jedan napuštaju farmu, obično kroz eliminacijske dvoboje, a pobjednik na kraju sezone osvaja novčanu nagradu.
Farma se u prvih šest sezona nalazila na imanju oko pedeset kilometara istočno od Zagreba. Sedma je sezona bila snimljena u Dalmaciji. RTL-ova sezona emisije bila je snimljena u Sloveniji.

### Voditelji
| Voditelj/ica   | Sezona | Sezona | Sezona | Sezona | Sezona | Sezona | Sezona | Sezona |
| Voditelj/ica   | 1.     | 2.     | 3.     | 4.     | 5.     | 6.     | 7.     | 8.     |
| -------------- | ------ | ------ | ------ | ------ | ------ | ------ | ------ | ------ |
| Mia Kovačić    | ●      | ●      | ●      | ●      | ●      | ●      | ●      |        |
| Davor Dretar   | ●      |        | ●      |        |        | ●      |        |        |
| Dražen Kocijan |        | ●      |        |        |        |        |        |        |
| Nikolina Pišek |        | ●      | ●      |        |        |        |        | ●      |
| Dušan Bućan    |        |        |        | ●      | ●      |        |        |        |
| Frano Ridjan   |        |        |        |        |        |        | ●      |        |

## Pregled emisije
| Sezona         | Prvo prikazivanje  | Prvo prikazivanje  | Pobjednik            |         |         |         |         |         |         |         |         |         |         |         |         |         |         |         |         |         |         |         |         |         |         |         |         |         |         |         |         |         |         |         |         |         |         |         |         |         |         |         |         |         |         |         |         |         |         |
| Sezona         | Premijera          | Finale             | Pobjednik            |         |         |         |         |         |         |         |         |         |         |         |         |         |         |         |         |         |         |         |         |         |         |         |         |         |         |         |         |         |         |         |         |         |         |         |         |         |         |         |         |         |         |         |         |         |         |
| Nova TV        | Nova TV            | Nova TV            | Nova TV              | Nova TV | Nova TV | Nova TV | Nova TV | Nova TV | Nova TV | Nova TV | Nova TV | Nova TV | Nova TV | Nova TV | Nova TV | Nova TV | Nova TV | Nova TV | Nova TV | Nova TV | Nova TV | Nova TV | Nova TV | Nova TV | Nova TV | Nova TV | Nova TV | Nova TV | Nova TV | Nova TV | Nova TV | Nova TV | Nova TV | Nova TV | Nova TV | Nova TV | Nova TV | Nova TV | Nova TV | Nova TV | Nova TV | Nova TV | Nova TV | Nova TV | Nova TV | Nova TV | Nova TV | Nova TV | Nova TV |
| -------------- | ------------------ | ------------------ | -------------------- | ------- | ------- | ------- | ------- | ------- | ------- | ------- | ------- | ------- | ------- | ------- | ------- | ------- | ------- | ------- | ------- | ------- | ------- | ------- | ------- | ------- | ------- | ------- | ------- | ------- | ------- | ------- | ------- | ------- | ------- | ------- | ------- | ------- | ------- | ------- | ------- | ------- | ------- | ------- | ------- | ------- | ------- | ------- | ------- | ------- | ------- |
| 1.             | 9. ožujka 2008.    | 6. lipnja 2008.    | Rafael Dropulić      |         |         |         |         |         |         |         |         |         |         |         |         |         |         |         |         |         |         |         |         |         |         |         |         |         |         |         |         |         |         |         |         |         |         |         |         |         |         |         |         |         |         |         |         |         |         |
| 2.             | 1. ožujka 2009.    | lipanj 2009.       | Mario Mlinarić       |         |         |         |         |         |         |         |         |         |         |         |         |         |         |         |         |         |         |         |         |         |         |         |         |         |         |         |         |         |         |         |         |         |         |         |         |         |         |         |         |         |         |         |         |         |         |
| 3.             | 21. ožujka 2010.   | 18. lipnja 2010.   | Kristijan Rahimovski |         |         |         |         |         |         |         |         |         |         |         |         |         |         |         |         |         |         |         |         |         |         |         |         |         |         |         |         |         |         |         |         |         |         |         |         |         |         |         |         |         |         |         |         |         |         |
| Novi početak   | 6. rujna 2015.     | 19. prosinca 2015. | Blaženka Slamar      |         |         |         |         |         |         |         |         |         |         |         |         |         |         |         |         |         |         |         |         |         |         |         |         |         |         |         |         |         |         |         |         |         |         |         |         |         |         |         |         |         |         |         |         |         |         |
| Dvije Farme    | 4. rujna 2016.     | 23. prosinca 2016. | Goran Kaleb          |         |         |         |         |         |         |         |         |         |         |         |         |         |         |         |         |         |         |         |         |         |         |         |         |         |         |         |         |         |         |         |         |         |         |         |         |         |         |         |         |         |         |         |         |         |         |
| 6.             | 16. rujna 2018.    | 17. prosinca 2018. | Saša Vujnović        |         |         |         |         |         |         |         |         |         |         |         |         |         |         |         |         |         |         |         |         |         |         |         |         |         |         |         |         |         |         |         |         |         |         |         |         |         |         |         |         |         |         |         |         |         |         |
| More i maslina | 5. listopada 2020. | 30. prosinca 2020. | Tomislav Pavlović    |         |         |         |         |         |         |         |         |         |         |         |         |         |         |         |         |         |         |         |         |         |         |         |         |         |         |         |         |         |         |         |         |         |         |         |         |         |         |         |         |         |         |         |         |         |         |
| Voyo / RTL     |                    |                    |                      |         |         |         |         |         |         |         |         |         |         |         |         |         |         |         |         |         |         |         |         |         |         |         |         |         |         |         |         |         |         |         |         |         |         |         |         |         |         |         |         |         |         |         |         |         |         |
| 1.             | 19. svibnja 2025.  | kolovoz 2025.      | Još nije najavljeno  |         |         |         |         |         |         |         |         |         |         |         |         |         |         |         |         |         |         |         |         |         |         |         |         |         |         |         |         |         |         |         |         |         |         |         |         |         |         |         |         |         |         |         |         |         |         |

### Nova TV

#### Prva sezona (2008.)
Prva sezona s prikazivanjem je započela 9. ožujka 2009. na Novoj TV, a natjecalo se četrnaestero kandidata. Pobjednik prve sezone bio je Rafael Dropulić.
| Rafael Dropulić – napustio farmu u 13. tjednu, pobjednik                             |
| Jelena Urukalo – napustila farmu u 13. tjednu, finalistica                           |
| Ivana Marić – napustila farmu u 13. tjednu, finalistica                              |
| Dvina Meler – napustila farmu u 13. tjednu, finalistica                              |
| Alen Macinić – napustio farmu u 12. tjednu                                           |
| Neno Pavinčić – došao na farmu u 6. tjednu, a napustio ju u 11.                      |
| Stefany Hohnjec – napustila farmu u 10. tjednu                                       |
| Hana Hadžiavdagić – napustila farmu u 9. tjednu                                      |
| Aleksandra Grdić – napustila farmu u 8. tjednu                                       |
| Jura Gašparac – došao na farmu u 6. tjednu, a napustio je u 7.                       |
| Slađana Petrušić Slađa – došla na farmu u 6. tjednu, a svojevoljno je napustila u 7. |
| Nataša Bebić – došla na farmu i napustila je u 6. tjednu                             |
| Davorin Bogović – napustio farmu u 5. tjednu                                         |
| Stipe Drviš – diskvalificiran u 4. tjednu zbog fizičkog sukoba s Lupinom             |
| Ivan Lepen Lupino – diskvalificiran u 4. tjednu zbog fizičkog sukoba sa Stipom       |
| Josipa Pavičić – napustila farmu u 3. tjednu                                         |
| Boris Kosmač – napustio farmu u 2. tjednu                                            |
| Fuad Backović Deen – napustio farmu u 1. tjednu                                      |

#### Druga sezona (2009.)
Druga se sezona emitirala 2009. godine, a pobijedio je Mario Mlinarić. Sezonu su vodili Nikolina Pišek, Držan Kocijan i Davor Dretar Drele.
| Mario Mlinarić – pobjednik                                          |
| Dino Bubičić – finalist                                             |
| Ivana Paris – finalistica                                           |
| Petra Maroja – diskvalificirana zbog tučnjave                       |
| Sonja Kovač – napustila farmu 12. tjedan                            |
| Danica Apostolski – napustila farmu 11. tjedan                      |
| Marina Perazić – napustila farmu 10. tjedan                         |
| Jurica Pađen – napustio farmu 9. tjedan                             |
| Boris Jelinić – napustio farmu 8. tjedan                            |
| Seid Memić Vajta – napustio farmu 7. tjedan                         |
| Simona Gotovac – napustila farmu 6. tjedan                          |
| Marija Štrajh – napustila farmu 5. tjedan                           |
| Renato Đošić Renman – napustio farmu 4. tjedan zbog ozljede stopala |
| Stjepan Barišić Gego – diskvalificiran zbog vandalizma              |
| Pjer Žardin – napustio farmu 2. tjedan                              |
| Tanja Jovanović – samovoljno napustila farmu 2. tjedan              |
| Ante Gotovac – napustio farmu 1. tjedan                             |

#### Treća sezona (2010.)
U trećoj sezoni, koja se emitirala 2010. godine, pobijedio je Kristijan Rahimovski.
| Kristijan Rahimovski – napustio farmu 13. tjedan, pobjednik                                                               |
| Josip Ivančić – napustio farmu 13. tjedan, finalist                                                                       |
| Ivo Amulić – napustio farmu 13. tjedan, finalist                                                                          |
| Jelena Bosančić – napustila farmu 13. tjedan, finalistica                                                                 |
| Sabina Čedić – napustila farmu 13. tjedan, finalistica                                                                    |
| Branka Marić Mutti – napustila farmu 12. tjedan                                                                           |
| Elio Pisak – napustio farmu 12. tjedan                                                                                    |
| Stjepan Božić – došao na farmu 7. tjedan, a napustio je 9. tjedna                                                         |
| Angie Garany – došla na farmu 7. tjedan, a napustila je 8. tjedna                                                         |
| Žana Štrbac – napustila farmu 7. tjedan                                                                                   |
| Ivan Hrvatska – došao na farmu u 4. tjedan, a napustio je u 6. tjednu                                                     |
| Nikol Bulat – napustila farmu 5. tjedan                                                                                   |
| Ava Karabatić – došla na farmu i napustila je 4. tjedan; u šestom tjednu vratila se na farmu, a napustila je u 10. tjednu |
| Kristijan Curavić – napustio farmu 4. tjedan zbog zdravstvenih razloga                                                    |
| Daniel Popović – napustio farmu 3. tjedan                                                                                 |
| Marinela Jantoš Ella – napustila farmu 2. tjedan                                                                          |
| Maja Morales – samovoljno napustila farmu 1. tjedan                                                                       |
| Antonio Marušić – napustio farmu 1. tjedna; u 4. tjednu se vratio na farmu i napustio je u 11. tjednu                     |

#### Četvrta sezona (2015.)
Nakon stanke u emitiranju, Farma se na Novu TV vratila 2015. godine s četvrtom sezonom, u kojoj je pobijedila Blaženka Slamar.

#### Peta sezona (2016.)
Peta se sezona prikazivala 2016. godine, a pobijedio je Goran Kaleb.

#### Šesta sezona (2018.)
Šesta je sezona bila premijerno emitirana 16. rujna 2018. Pobijedio je Saša Vujnović.

#### Sedma sezona (2020.)
Sedma sezona, poznata pod naslovom Farma: More i Maslina, emitirala se 2020. godine. Za razliku od prethodnih sezona, ova je sezona snimljena u Dalmaciji. Sezonu su vodili Mia Kovačić i Frano Ridjan. Pobjedu je odnio Tomislav Pavlović.
| Tomislav Pavlović – napustio farmu u 34. epizodi, vratio se u 49. epizodi, pobjednik                    |
| Prince Wale Soniyiki – napustio farmu u 59. epizodi, superfinalist                                      |
| Dora Adanić – napustila farmu u 59. epizodi, superfinalistica                                           |
| Saša Štefić – napustio farmu u 58. epizodi, finalist                                                    |
| Katarina Vukadin – napustila farmu u 58. epizodi, finalistica                                           |
| Stjepan Jukić – napustio farmu u 54. epizodi                                                            |
| Silvio Krstanović – napustio farmu u 38. epizodi, vratio se u 49. epizodi, napustio farmu u 49. epizodi |
| Zdenka Jakus – napustila farmu u 49. epizodi                                                            |
| Maja Bajamić – napustila farmu u 46. epizodi                                                            |
| Josip Sečić – došao na farmu u 8. epizodi, napustio farmu u 46. epizodi                                 |
| Andrijana Lukanec – napustila farmu 41. epizodi                                                         |
| Sanja Emm – napustila farmu u 27. epizodi                                                               |
| Kristina Penava – došla na farmu u 8. epizodi, napustila farmu u 17. epizodi                            |
| Dubravko Čačija i Bruno Cmrk – diskvalificirani zbog svađe                                              |
| Zoran Mikulandra – diskvalificiran zbog svađe                                                           |
| Jurica Galić Juka – napustio farmu u 12. epizodi                                                        |
| Marina Tomašević – napustila farmu u 8. epizodi                                                         |
| Jani Zombori Banovac – svojevoljno napustio farmu u 1. tjednu                                           |
| Ena Friedrich – napustila farmu 1. dan                                                                  |

### RTL

#### Prva sezona (2025.)
Nakon što je Nova TV prekinula emitiranje emisije, RTL je 2024. godine najavio novu, ukupno osmu sezonu Farme. Prijave su bila otvorene u svibnju iste godine, a glavna novčana nagrada u novoj sezoni iznosi 50.000€.
Nova je sezona s prikazivanjem započela 19. svibnja 2025. na platformi Voyo, a RTL je s emitiranjem krenuo tjedan dana kasnije, 26. svibnja. Voditeljica sezone je Nikolina Pišek.

## Vanjske poveznice
- Službena stranica Nove TV
- Službena stranica RTL-a
- Službena stranica na platfomi Voyo
- Farma u internetskoj bazi filmova IMDb-a